# Bideford
Ne doit pas être confondu avec Biddeford.
Bideford est une petite ville et aussi un port sur l'estuaire de la rivière Torridge dans le nord du Devon en Angleterre du Sud-Ouest. Elle est la ville principale du district de Torridge.

## Toponymie
Dans les archives anciennes, Bideford est connu sous les noms de Bedeford, Byddyfrod, Bedyford, Bydeford, Bytheford et Biddeford. L'étymologie du nom signifie "par le gué", et les archives montrent qu'avant l'existence d'un pont, il y avait un gué à Bideford, où la rivière Torridge est estuarienne, et à marée basse, il est possible, mais déconseillé, de traverser la rivière à gué. Le gallois bydd y ffordd signifie "c'est le chemin" ou "c'est la route", en raison de l'héritage celtique des Dumnoniens et de leur ascendance commune avec les Gallois.

## Histoire
La rivière Torridge est enjambée à Bideford par le Long Bridge du XIIIe siècle, qui a 24 arches, chacune de dimensions différentes.
Pendant le XVIe siècle Bideford était le troisième plus grand port de la Grande-Bretagne. Le bruit a couru que Sir Walter Raleigh y a déchargé sa première cargaison de tabac, mais ceci est un mythe, parce que Raleigh n'était pas, contrairement à ce que les gens croient, la première personne à amener le tabac en Angleterre. En l'honneur de Raleigh, plusieurs rues et une colline ont été données le nom de Raleigh à Bideford. De nos jours les rues étroites du centre-ville mènent à un quai bordé d'arbres, qui grouille de bateaux de pêche, de cargaison et de plaisance. L’argile est le produit d’exportation principal qui est chargé sur les bateaux à Bideford. Le quai a été remis à neuf en 2006, pour fournir des ouvrages défensifs contre les inondations et aussi pour comprendre de grandes fontaines et des toilettes publiques intéressantes.
Cette région au nord du Devon était le pays de l’auteur Charles Kingsley et est où il a basé son roman Westward Ho!. Une petite station balnéaire, qui a été donnée le nom du livre, a été construite après la publication du livre. Westward Ho!, qui est la seule ville au Royaume-Uni qui contient officiellement un point d’exclamation dans son nom, se trouve approximativement 5 kilomètres de Bideford. Une statue a été érigée en l’honneur de Charles Kingsley à côté du parking en ville.
La ville de Biddeford au Maine aux États-Unis a reçu le nom de la ville anglaise, en ajoutant la lettre « d ». De même, la ville de Bideford dans la province de l’Île-du-Prince-Édouard au Canada a été baptisée du nom de la ville anglaise, de même que la ville de Bideford en Nouvelle-Zélande.ˌ

## Transport
Bideford est desservie par les routes nationales A39 et A386. La gare la plus proche est à Barnstaple, à 12 kilomètres.
Un ferry opère entre le quai de Bideford et Lundy, qui s’étend à environ 35 kilomètres dans le canal de Bristol. Le même bateau fournit aussi des croisières le soir le long de la rivière Torridge.
Les services de bus qui relient Bideford à d’autres villes locales et villages locaux sont fournis par plusieurs entreprises : les compagnies de bus principales qui opèrent dans la région sont First Devon and Cornwall, Stagecoach Devon et Beacon Buses. Beaucoup de services sont subventionnés par Devon County Council.

### Chemins de fer
En 1855, le chemin de fer prolongé à Bideford a été ouvert. Il a relié la ville à Fremington, Barnstaple et au-delà. En 1872, le chemin de fer a été prolongé à Great Torrington et la gare de Bideford a été remplacée par une nouvelle gare plus près du centre-ville. Les services de train pour les voyageurs à Bideford ont cessé en 1965 et les trains de marchandises ont cessé en 1982. Une bonne partie de la route de l'ancien chemin de fer a été réutilisée comme une partie du sentier populaire et la piste cyclable le Tarka Trail. Quelques parties de la route sont partagées aussi par le sentier de fond le South West Coast Path.
Le Bideford and Instow Railway Group a l'intention de rouvrir le chemin de fer entre Bideford et Barnstaple. Il dirige actuellement le chemin de fer de patrimoine le Torridge Train le long d’un court tronçon de la voie à Bideford. La nouvelle route de contournement à Barnstaple a été destinée à laisser être restaurée la section entre Bideford et Barnstaple.

### Chemin de fer de Bideford, Westward Ho! et Appledore
Le chemin de fer de Bideford, Westward Ho! et Appledore était un chemin de fer insolite et de courte durée, construit entièrement sur cette péninsule et avec aucune correspondance directe avec le reste du réseau ferroviaire britannique. Les locomotives ont été équipées avec des plinthes pour protéger les piétons comme à un endroit la voie a passé le long du quai à Bideford. La voie avait onze arrêts qui desservaient en grande partie les visiteurs qui voulaient éprouver l’air vivifiant le long de la côte ou les plages excellentes autour de Westward Ho!. Bien que le chemin de fer fût autorisé en 1896, il n’a été ouvert que jusqu’à Northam en 1901 et finalement à Appledore en 1908.
Le chemin de fer est tombé en des ennuis d’argent avant que, pendant la Première Guerre mondiale, le ministère de la Guerre réquisitionnât tout son équipement à l’usage en France. Le Long Pont du XIIIe siècle à Bideford a été transformé temporairement en un pont ferroviaire pour transporter les locomotives et le matériel roulant à la grande ligne près de la gare de Bideford.

## East-the-Water
La ville de Bideford a commencé à couvrir le terrain sur les deux côtés de la rivière Torridge ; la zone qui se situe à l’est de la rivière s’appelle East-the-Water. Une bonne partie du terrain sur laquelle on a construit est un marais drainé.
East-the-Water a sa propre école primaire, des magasins du quartier, quelques usines, approximativement six bars et pubs, un petit centre médicosocial et une petite zone industrielle qui se compose en grande partie des entreprises locales. La communauté a aussi son propre centre socioculturel, qui est dirigé par un comité d’habitants locaux. Un site historique clé est Chudleigh Fort, construit par le parlementariste Major-général Chudleigh pendant la Première Révolution anglaise. La zone est entourée de la terre agricole.
Il y a deux pubs à East-the-Water: The Blacksmiths et The Swan qui est célèbre pour sa nourriture primée.

## Administration
Le Conseil Municipal de Bideford a seize membres qui représentent quatre sections électorales inégales : Nord, Sud, Est et Sud-Extérieure. Il y a un maire et un secrétaire de mairie.
Le Conseil Général de Torridge et le niveau suivant de l’administration territoriale et la plupart des décisions sont prises par Devon County Council.
Le député local est le conservateur Geoffrey Cox et le député européen est l’aristocrate local conservateur Giles Chichester.

## Éducation
Bideford College, l’établissement public d’enseignement secondaire pour la communauté locale, est une école spécialisée pour les sciences. Il y a un plan avancé pour l’agrandissement important et un développement énorme sur un nouvel emplacement.
Il y a aussi deux établissements d’enseignement privé, Grenville College et Edgehill College à la périphérie de la ville.

## Sport et Détente
Bideford a deux King George’s Fields, qui ont été créés en mémoire du Roi George V. Un champ est utilisé essentiellement comme le terrain du club de rugby local principal, Bideford RFC (alias Chiefs), qui joue actuellement dans la Devon/Cornwall League et qui a une des sections des juniors les plus couronnées de succès du pays. L’autre champ, appelé couramment The Sports Ground, accueille Bideford AFC, le club de football local principal de la ville. East-the-Water a aussi son propre club de football, Shamwickshire Rovers FC, qui joue à Pollyfield.
Bideford est renommée pour ses célébrations de Saint-Sylvestre, quand des milliers de gens des régions environnantes et d’autour du monde se rassemblent sur le quai pour des fêtes et un spectacle de feux d’artifice.
Le sentier national South West Coast Path passe à travers la ville, et donne accès aux randonnées le long de la côte déchiquetée du nord du Devon. 

## Médias locaux
La radio locale est fournie par Lantern FM, une station qui émet autour du nord du Devon, basée à l’origine à Bideford dans un bâtiment qui s’appelle The Lighthouse (« Le Phare »), mais placée actuellement dans une zone industrielle, tout près à Barnstaple.
Bideford a deux journaux locaux principaux qui sont faits paraître chaque semaine tous les deux : le North Devon Gazette et le North Devon Journal. Le North Devon Gazette a été fondé à Bideford, et s’appelait à l’origine le Bideford Gazette. Il est actuellement un journal gratuit, remis à la majorité des maisons locales, et est basée à Barnstaple. Le quotidien régional, le Western Morning News, est aussi disponible. Un bulletin local, le Bideford Buzz, est publié mensuellement par une équipe de volontaires.
Le magazine écologiste Resurgence a son siège à Bideford.

## Personnalités
Temperance Lloyd, Mary Trembles et Susanna Edwards, qui venaient de la ville, était les dernières personnes en Angleterre qui ont été pendues pour sorcellerie.
Stuart Anstis, ancienne première guitare de la bande black metal Cradle of Filth, est allé à l’école à Bideford, et tient actuellement un magasin de guitares là. Derry Brownson, autrefois de la bande EMF, est vu fréquemment autour de la ville, ainsi que Hector Christie, propriétaire terrien local et propriétaire du magasin de disques Discovery. L’acteur célèbre Joss Ackland, vedette d’un des mystères Miss Marple (Jeux de Glaces), habite aussi dans le coin. T. V. Smith et Gaye Advert, de la bande punk The Adverts, viennent de cette ville. L’auteur de romans policiers Hilary Bonner est née et a été élevée dans la ville. Des célébrités locales comme Davey Snead, qui a joué dans le championnat du monde des échecs, peuvent être trouvées à Bideford de temps en temps, ainsi que le serrurier local célèbre Paul Johnson, qui a atteint les dernières étapes de Pop Idol. Tous les dimanches, le Portobello Inn près du marché historique accueillit un quiz avec Mike Holland.
- John Shebbeare

## Conseil des Jeunes
Bideford a un conseil officiel pour les jeunes. Le conseil est dirigé comme le conseil municipal avec des électeurs et des candidats de moins de 18 ans, qui habitent à Bideford.

## Lieux et monuments
- Cimetière de Bideford Higher

## Jumelage
La ville est jumelée avec Landivisiau en France.
Le 20 octobre 2006, un expatrié britannique, David Riley, est venu pour marquer le « lien de 20 ans » entre Manteo, en Caroline du Nord sur l’Île de Roanoke, et Bideford. Le secrétaire de mairie de Bideford, George McLauchlan, lui a dit que les gens du coin ne connaissaient pas Manteo et que la seule ville avec laquelle Bideford était jumelée était en France. M.. Riley a remis une horloge pour « commémorer » le lien, alors que le directeur de la ville de Manteo, Kermit Skinner, a dit que le lien a commencé dans les années 1980 pendant le 400e anniversaire des voyages par mer en Amérique de Walter Raleigh.